# Јурај Микуш
Јурај Микуш (слч. Juraj Mikuš — Тренчин, 30. новембар 1988) професионални је словачки хокејаш на леду који игра на позицијама одбрамбеног играча.
Члан је сениорске репрезентације Словачке за коју је на међународној сцени дебитовао на светском првенству 2015. године.
Професионалну каријеру започиње 2007. године као играч екипе Дукле из Тренчина. Након што је 2007. учествовао на улазном драфту НХЛ лиге где су га као 134. пика у петој рунди одабрали Торонто мејпл лифси, Микуш 2009. одлази у Канадау и наредне три сезоне игра за филијалу Лифса Торонто марлисе. Како није успео да се избори за место у НХЛ лиги, 2012. се враћа у Европу и потписује двогодишњи уговор са тада прашким Левом са којим игра у Континенталној хокејашкој лиги. Након распуштања екипе Лева 2015. Микуш потписје уговор са екипом прашке Спарте.